# Canton de la Seyne-sur-Mer-2
Le canton de la Seyne-sur-Mer-2 est une circonscription électorale française située dans le département du Var et la région Provence-Alpes-Côte d'Azur.

## Histoire
Un nouveau découpage territorial du Var entre en vigueur à l'occasion des premières élections départementales suivant le décret du 27 février 2014. Les conseillers départementaux sont, à compter de ces élections, élus au scrutin majoritaire binominal mixte. Les électeurs de chaque canton élisent au Conseil départemental, nouvelle appellation du Conseil général, deux membres de sexe différent, qui se présentent en binôme de candidats. Les conseillers départementaux sont élus pour 6 ans au scrutin binominal majoritaire à deux tours, l'accès au second tour nécessitant 12,5 % des inscrits au 1er tour. En outre la totalité des conseillers départementaux est renouvelée. Ce nouveau mode de scrutin nécessite un redécoupage des cantons dont le nombre est divisé par deux avec arrondi à l'unité impaire supérieure si ce nombre n'est pas entier impair, assorti de conditions de seuils minimaux. Dans le Var, le nombre de cantons passe ainsi de 43 à 23.
Le canton de la Seyne-sur-Mer-2 est formé de communes des anciens cantons de Six-Fours-les-Plages (1 commune) et de Saint-Mandrier-sur-Mer (1 commune) et d'une fraction de la commune de La Seyne-sur-Mer. Il est entièrement inclus dans l'arrondissement de Toulon. Le bureau centralisateur est situé à La Seyne-sur-Mer.

## Représentation
| Période élective | Période élective | Mandat | Mandat   | Identité        | Nuance | Nuance | Qualité |
| ---------------- | ---------------- | ------ | -------- | --------------- | ------ | ------ | --- |
| 2015             | 2021             | 2015   | 2021     | Nathalie Bicais |        | LR     | Artiste à Tamaris Maire de La Seyne-sur-Mer (depuis 2020) |
| 2015             | 2021             | 2015   | 2021     | Joseph Mulé     |        | LR     | Ingénieur, Ministère de la Défense Premier adjoint au maire de Six-Fours-les-Plages Ancien conseiller général du Canton de Six-Fours-les-Plages (2011-2015) 6e Vice-président du Département |
| 2021             | 2028             | 2021   | en cours | Nathalie Bicais |        | LR     | Conseillère sortante |
| 2021             | 2028             | 2021   | en cours | Joseph Mulé     |        | LR     | Conseiller sortant |

### Résultats détaillés

#### Élections de mars 2015
À l'issue du 1er tour des élections départementales de 2015, deux binômes sont en ballottage : Frédéric Boccaletti et Dominique Granet (FN, 40,83 %) et Nathalie Bicais et Joseph Mulé (Union de la Droite, 35,32 %). Le taux de participation est de 49,54 % (20 883 votants sur 42 158 inscrits) contre 49,77 % au niveau départemental et 50,17 % au niveau national.
Au second tour, Nathalie Bicais et Joseph Mulé (Union de la Droite) sont élus avec 54,22 % des suffrages exprimés et un taux de participation de 52,35 % (11 067 voix pour 22 071 votants et 42 158 inscrits).

#### Élections de juin 2021
Le premier tour des élections départementales de 2021 est marqué par un très faible taux de participation (33,26 % au niveau national). Dans le canton de la Seyne-sur-Mer-2, ce taux de participation est de 31,33 % (13 429 votants sur 42 865 inscrits) contre 33,03 % au niveau départemental. À l'issue de ce premier tour, deux binômes sont en ballottage : Nathalie Bicais et Joseph Mulé (LR, 42,01 %) et Frédéric Boccaletti et Isabelle Delyon (RN, 38,92 %).
Le second tour des élections est marqué une nouvelle fois par une abstention massive équivalente au premier tour. Les taux de participation sont de 34,36 % au niveau national, 36,4 % dans le département et 36,2 % dans le canton de la Seyne-sur-Mer-2. Nathalie Bicais et Joseph Mulé (LR) sont élus avec 58,54 % des suffrages exprimés (8 665 voix pour 15 522 votants et 42 874 inscrits),,.

## Composition
| Nom                                      | Code Insee | Intercommunalité                       | Superficie (km2) | Population (dernière pop. légale)               | Densité (hab./km2) | Modifier                                    |
| ---------------------------------------- | ---------- | -------------------------------------- | ---------------- | ----------------------------------------------- | ------------------ | ------------------------------------------- |
| La Seyne-sur-Mer (bureau centralisateur) | 83126      | Métropole Toulon-Provence-Méditerranée | 22,17            | Fraction : 9 843 (2022) Commune : 62 905 (2022) | 2 837              | modifier les données · modifier les données |
| Saint-Mandrier-sur-Mer                   | 83153      | Métropole Toulon-Provence-Méditerranée | 5,12             | 6 064 (2022)                                    | 1 184              | modifier les données · modifier les données |
| Six-Fours-les-Plages                     | 83129      | Métropole Toulon-Provence-Méditerranée | 26,58            | 36 843 (2022)                                   | 1 386              | modifier les données · modifier les données |
| Canton de la Seyne-sur-Mer-2             | 8317       |                                        |                  | 52 750 (2022)                                   |                    | modifier les données                        |

Le canton de la Seyne-sur-Mer-2 est composé de :
1. deux communes entières,
2. la partie de la commune de La Seyne-sur-Mer située au sud d'une ligne définie par l'axe des voies et limites suivantes : depuis la limite territoriale de la commune de Six-Fours-les-Plages, chemin de Ferri, chemin des Barelles, route de Janas, cours d'eau, chemin de Fabregas-aux-Moulières, chemin de Fabregas, route départementale 816, chemin de l'Oide, chemin des Deux-Chênes, chemin des Plaines, route de Fabregas, rue du Lotissement « les Acacias », lotissement « les Acacias » jusqu'au croisement de l'avenue Auguste-Renoir, avenue Auguste-Renoir, rond-point, avenue Auguste-Renoir, rond-point du Docteur-Jean-Sauvet, avenue Auguste-Renoir, rond-point Salvador-Allende, avenue Pablo-Neruda, rond-point, avenue Fernand-Léger, avenue Noël-Verlaque, chemin de l'Evescat-aux-Sablettes, avenue Henri-Guillaume, chemin de l'Evescat, chemin de l'Evescat-au-Fort-Caire, avenue du Général-Carmille, avenue Auguste-Plane, jusqu'au littoral.

## Démographie
En 2022, le canton comptait 52 750 habitants, en évolution de +7,82 % par rapport à 2016 (Var : +4,98 %, France hors Mayotte : +2,11 %).
| 2013   | 2018   | 2022   |
| ------ | ------ | ------ |
| 50 982 | 49 484 | 52 750 |